# Les Combarelles

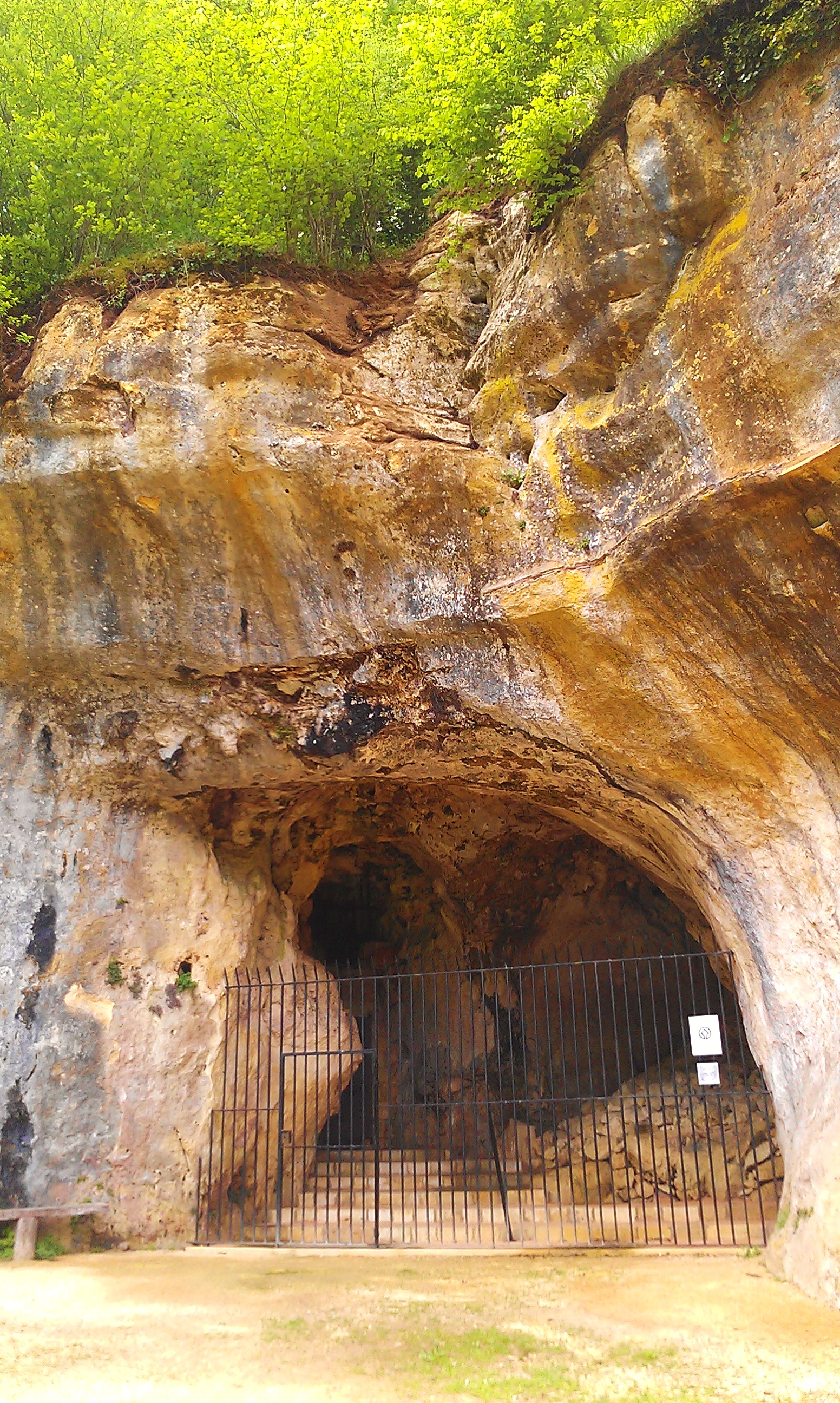
Höhleneingang Les Combarelles

Les Combarelles ist eine etwa drei Kilometer von Les Eyzies-de-Tayac-Sireuil im französischen Département Dordogne entfernt gelegene Karsthöhle, in der zahlreiche Felsbilder aus dem Jungpaläolithikum entdeckt wurden. Die Höhle gehört zum Umkreis der Frankokantabrischen Höhlenkunst.

## Geographische Lage und Beschreibung der Höhle

Das Seitental von Les Combarelles. Die Höhle befindet sich am rechten Talgrund.

Die Höhle liegt am hinteren, rechten Ende von Les Combarelles, einem kleinen linken Seitental der Grande Beune, ungefähr zwei Kilometer vor deren linksseitigen Mündung in die Vézère. Der Eingang zur Höhle befindet sich in unmittelbarer Nähe eines Gehöfts. Les Combarelles gehört noch zum Gemeindegebiet von Les Eyzies. Die Höhle hat sich in einer morphologisch zurücktretenden Mergelbank innerhalb flachliegender Kalke der Oberkreide (Coniacium) gebildet.
Die Höhle kann über die D 48 von Les Eyzies nach Saint-Geniès erreicht werden, bzw. über die D 47 von Sarlat nach Les Eyzies.
Hinter ihrem Eingang teilt sich die Höhle in zwei Gänge auf. Der linke Hauptgang, Les Combarelles I, ist rund 300 Meter lang und meist nur einen Meter breit. Dieser enge, stellenweise recht niedrige Gang weist 11 Biegungen auf, an denen er sich verbreitern kann. Sein Boden wurde später abgesenkt, um das Vorankommen zu erleichtern. Die meisten Ritzzeichnungen konzentrieren sich auf die letzten 120 Meter. Der rechte, wesentlich kürzere Seitengang wird als Les Combarelles II bezeichnet.

## Forschungsgeschichte

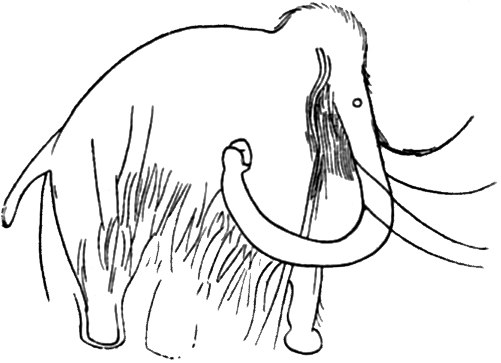
Ritzzeichnung eines Mammuts aus der Höhle

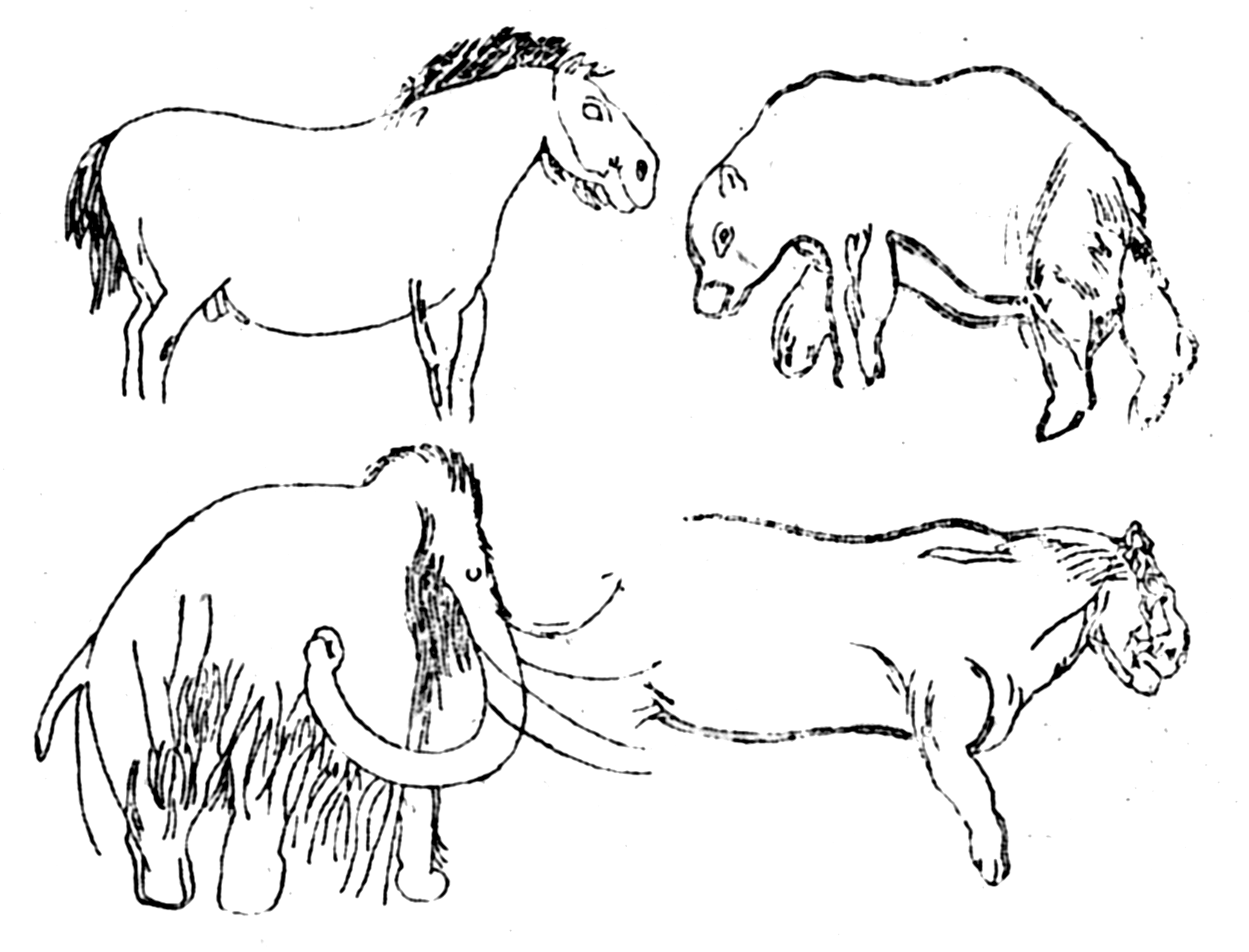
Ritzzeichnungen aus der Höhle

Erste Grabungen wurden 1891/1894 durch Emile Rivière im Eingangsbereich des rechten Höhlenganges (Les Combarelles II) durchgeführt. Am 8. September 1901 entdeckte Francois Berniche die ersten Gravierungen (Les Combarelles I) und benachrichtigte umgehend Henri Breuil und andere Experten. 1924 wurde Les Combarelles I Staatsbesitz. 1934 entdeckte Armand Pomarel, der Schwiegersohn Berniches, die Gravierungen in Les Combarelles II. Diese wurden 1952 von Breuil veröffentlicht.
1968 unternahm Jean-Philippe Rigaud eine Notgrabung im Eingangsbereich der Höhle, da dieser umgebaut werden sollte. Er förderte ein Steininventar zutage, das die Nutzung der Höhle im Mittleren Magdalénien bestätigte. Ab 1978 untersuchte Claude Barrière die Gravierungen. 1987 veröffentlichte Monique Archambeau zwei 14C-Daten, die die bisherige Datierung des Fundinventars anhand des lithischen Materials und der abgebildeten Fauna bestätigten. Die Monographie von Claude Barrière aus dem Jahre 1997 enthält einige neu entdeckte Gravuren.

## Abbildungen
Die an den Wänden angebrachten Abbildungen (franz. art pariétal) sind hauptsächlich Ritzungen. Schwarze Umrisszeichnungen sind selten. Combarelles I enthält an die 800 Ritzzeichnungen, meist handelt es sich um Tierdarstellungen, aber auch 48 menschliche Abbildungen vorhanden. Menschendarstellungen sind meist stilisiert und den Abbildungen aus dem Oberen Magdalénien von Lalinde und Couze ähnlich. Die Tierzeichnungen stellen Bären, Großkatzen, Mammuts, Rentiere, Steinböcke, Wollnashörner und Wölfe dar. Am häufigsten sind 140 Wildpferde, gefolgt von Wisenten, Auerochsen, Bären, Rentieren, Mammuts und Cerviden. Erwähnenswert sind die sogenannten Tektiforme (von lat. tēctum = Dach) bzw. dachförmigen Zeichen, die auch in den nahegelegenen Magdalénien-Höhlen von Bernifal, Font-de-Gaume und Rouffignac auftreten.
In Combarelles II sind an die 30 Ritzzeichnungen vorhanden.

## Werkzeuge

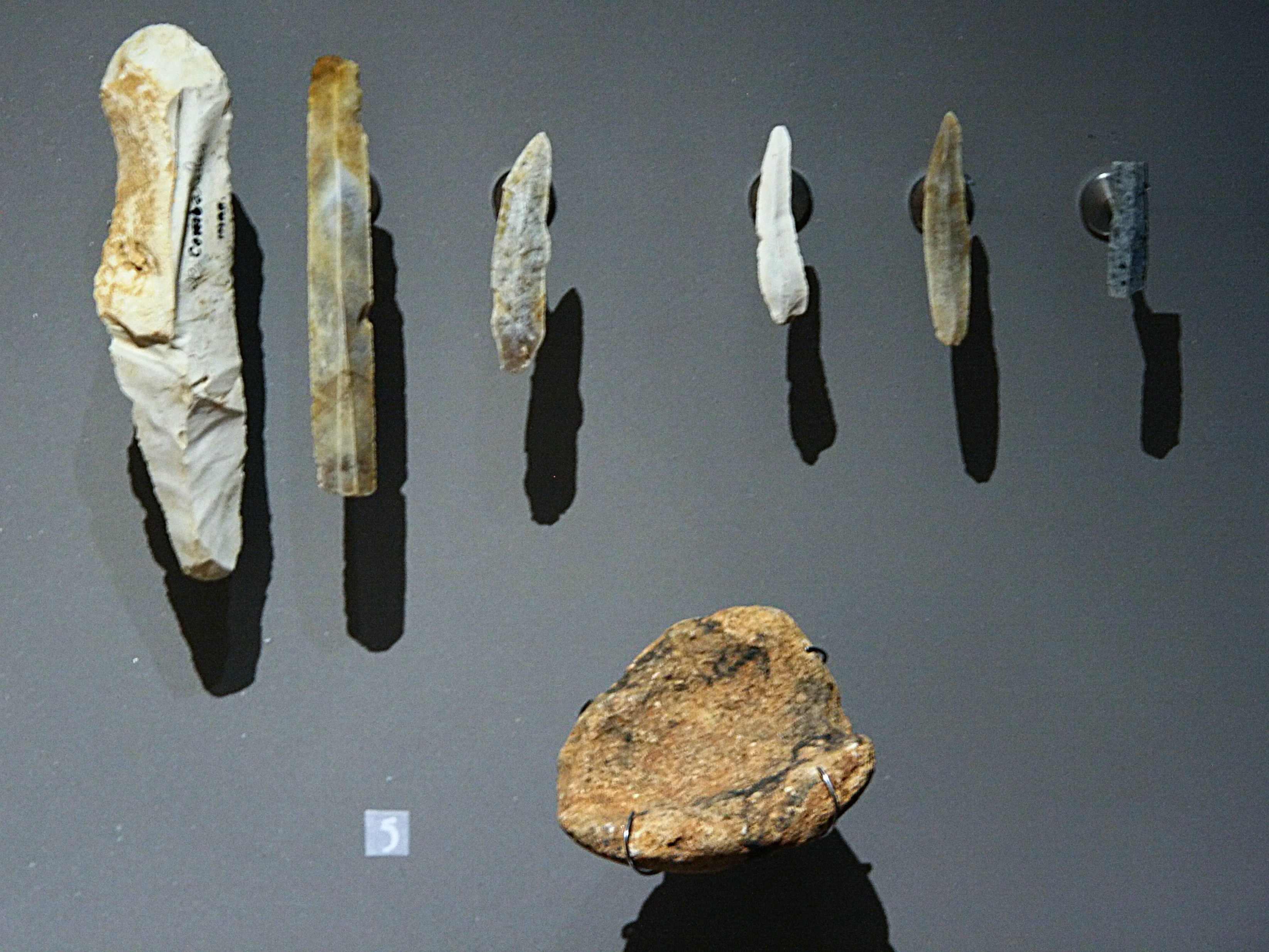
Am Eingang der Höhle gefundene Steinartefakte

Unmittelbar hinter dem Eingang der Höhle wurden Steinartefakte gefunden.

## Alter
André Leroi-Gourhan zufolge sind die meisten Abbildungen stilistisch ins Mittlere Magdalénien einzureihen. Einige wenige gehören womöglich ins Obere Magdalénien (Magdalénien V und VI) und sind vergleichbar mit Gravierungen in Teyjat und in Limeuil.
Als Absolutalter liegen zwei C 14-Datierungen eines 1973 untersuchten Abschnittes am Eingang von Combarelles I vor, die folgende Alter ergaben: 11.730 BP, sowie 9430 BP, d. h. Oberes Magdalénien.

## Höhle Rey
Am Eingang des Les Combarelles-Tales befindet sich die Höhle Rey. Hier wurden Steinartefakte aus dem Moustérien, dem Solutréen und dem Magdalénien entdeckt. Nach Henri Breuil enthielt sie sehr undeutliche Gravuren.

## UNESCO-Welterbe
Seit 1979 gehört Les Combarelles im Verbund mit anderen bedeutenden Fundstätten des Vézère-Tals zum UNESCO-Welterbe.